# Claudia Weber (judoczka)
Claudia Edeltraud Weber (ur. 6 listopada 1967 w Frechen) – niemiecka judoczka. Olimpijka z Barcelony 1992, gdzie zajęła piąte miejsce w wadze ciężkiej.
Brązowa medalistka mistrzostw świata w 1991. Startowała w Pucharze Świata w latach 1989–1991, 1994 i 1995. Wicemistrzyni Europy w 1991 i 1992, a także zdobyła dwa medale w drużynie. Medalistka akademickich MŚ w 1990 i 1994 roku.

## Letnie Igrzyska Olimpijskie 1992
| Konkurencja | Rundy eliminacyjne | Rundy eliminacyjne  | Repasaże                | Repasaże            | Finały                  | Klas. końcowa |
| Konkurencja | 1/16               | 1/4                 | Przeciwnik I            | Przeciwnik II       | O 3. miejsce            | Miejsce       |
| ----------- | ------------------ | ------------------- | ----------------------- | ------------------- | ----------------------- | ------------- |
| +72 kg      | Mun Ji-yun (KOR) Z | Yōko Sakaue (JPN) P | Edilene Andrade (BRA) Z | Éva Gránitz (HUN) Z | Natalina Lupino (FRA) P | 5.            |